# ジャン＝ニコラ・ジョフロワ
ジャン＝ニコラ・ジョフロワ（Jean-Nicolas Geoffroy, 1633年? – 1694年3月11日 ペルピニャン）は、フランス王国のクラヴサン奏者・オルガン奏者でバロック音楽の作曲家である。

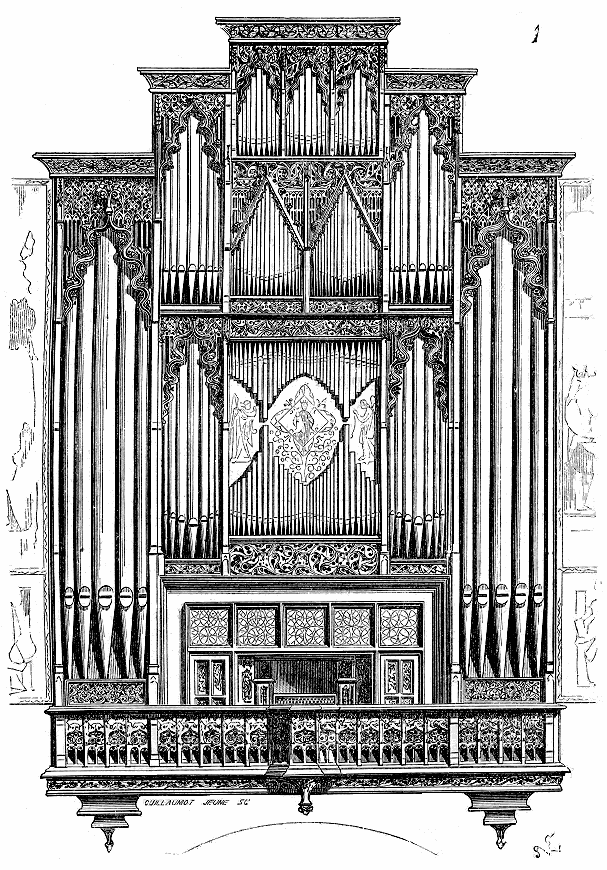
ペルピニャン・サン＝ジャン＝バティスト大聖堂（ペルピニャン大聖堂）のオルガン

1690年以前の生い立ちについては分かっておらず、生地・生年とも不明。おそらくニコラ・ルベーグに師事してパリのサン＝ニコラ＝デュ＝シャルドンネ教会の名誉オルガニストに就任した。オルガン建造の専門家として認められており、生涯のある時期にペルピニャンに定住してペルピニャン大聖堂のオルガニストに就任した。
ジョフロワのクラヴサン曲は、フランソワ・クープランやジャン＝フランソワ・ダンドリューのクラヴサン曲と並んで、バロック時代のフランス音楽に最重要の貢献を果たしている。手稿譜による単独のクラヴサン曲集が現存しており、217曲が収録されている。17世紀の西洋音楽としては風変わりなことに、すべての長短音階を体系的に網羅したものとなっている。

## 註
1. ↑  The registration of baroque organ music Barbara Owen - 1997 "Jean-Nicolas Geoffrey (fl. 1633-94)"

## 参考書籍
- J.-N. Geoffroy, Stabat Mater - A 4 voice A Cappella (or Organ Continuo) version. Paris, 1675 c.ca. Modern transcription by M.G. Genesi, Milan, Tip. Giusti, 2009, pp. 20.